# المساواة في التعامل مع الوجوه
المساواة في التعامل مع الوجوه هي حركة اجتماعية تسعى إلى تطبيع التشوهات الوجهية وإزالة وصمة العار عنها، وبالتالي تقليل التحيز تجاه الأفراد الذين يعانون من تشوهات في الوجه. تم تأسيس المصطلح والحركة المقابلة في عام 2008 من قبل مؤسسة خيرية مقرها المملكة المتحدة تسمى "تشانجينج فيسيس".
يُقام أسبوع المساواة في الوجوه، الذي أطلقته أيضًا منظمة "تشانجينج فيسيس"، سنويًا في شهر مايو. ومن بين مواضيع الأسبوع "أوقفوا التحديق" (2022)، و"لن نختبئ" (2023). كما تُقيم مؤسسة صن شاين للرعاية الاجتماعية في تايوان يومًا للمساواة في الوجوه في شهر مايو.

## الأهداف
تتضمن أهداف المساواة في الوجه ما يلي:
- تطبيع الاضطراب الثنائي القطب وإزالة وصمة العار المرتبطة به، وبالتالي تقليل الضغوط المجتمعية لإخفاء الاضطراب الثنائي القطب.[6]
- معالجة التمييز على أساس الإعاقة في التوظيف ومكان العمل.[6]
- معالجة الصور النمطية التي تربط بين اضطراب الخوف والشر.[6]
- تحسين تمثيل الأفراد المصابين باضطراب الوسواس القهري في التلفزيون والسينما.[6]
- معالجة ومنع الرقابة على الأفراد المصابين باضطراب الشخصية الحدية عند نشر الصور ومقاطع الفيديو عبر الإنترنت.[6]

## المنظمات
تأسست منظمة المساواة في الوجه الدولية في عام 2018 على يد جيمس بارتريدج، وهي تحالف من "المنظمات غير الحكومية والجمعيات الخيرية ومجموعات الدعم"، التي تعمل على تعزيز المساواة في الوجه. تشمل المجموعات التي انضمت إلى منظمة المساواة في الوجه الدولية منظمة تشانجينج فيسيس (المملكة المتحدة)، ومنظمة كليفت الأوروبية، وفيسيس (الولايات المتحدة)، وجمعية فينيكس لضحايا الحروق (الولايات المتحدة)، ومؤسسة سمايل (جنوب إفريقيا)، و سمايل تراين.